# Ейно Ілмарі Юутілайнен
Ейно Ілмарі Юутілайнен (фін. Eino Ilmari Juutilainen; нар. 21 лютого 1914, м. Лієкса — пом. 21 лютого 1999, м. Туусула) — льотчик-винищувач ПС Фінляндії періоду Другої світової війни. Учасник бойових дій під час Зимової війни та Війни продовження. Здобув 94 підтверджених перемоги у 437 бойових вильотах. Найрезультативніший, після асів Люфтваффе, льотчик-винищувач Другої світової.

## Молоді роки та початок кар'єри
Народився 21 лютого 1914 у м. Лієкса, на той час Виборзька губернія, Великого князівстві Фінляндського, Російської імперії, в родині залізничника, дитинство провів в м. Сортавала. З молодих років мріяв про авіацію. В місті була розміщена база Повітряних сил Фінляндії, що дуже притягувала місцевих хлопчаків. Також на вибір Ілмарі вплинула подарована старшим братом книга «Червоний барон», про аса Першої світової Манфреда фон Ріхтгофена.
Почав кар'єру в авіації 9 вересня 1932 на посаді помічника механіка в 1-й окремій ескадрильї гідролітаків. Далі, від 1935 по 1936 навчання у авіаційній школі (фін. Ilmasotkoulu; скор. ISK) ВПС Фінляндії. По закінченні — служба у військових авіаційних частинах.

## Напередодні Другої світової війни
У 1938 Юутілайнен був направлений на аеродром Утті, де протягом декількох місяців проходив підготовку як льотчик-винищувач. Від березня 1939 призначений в ескадрилью 3/LeLv 24, що була оснащена голландськими винищувачами Fokker D.XXI.
З початку жовтня частина де проходив службу Юутілайнен інтенсивно готується до вірогідного збройного конфлікту з СРСР.

## Зимова війна

### Перший бій
30 листопада 1939 Радянський Союз вторгнувся до Фінляндії, почалася Радянсько-фінська війна. Свій перший бій Ілмарі провів 19 грудня 1939. Після отримання повідомлення про три бомбардувальника ДБ-3, що наближалися, фінський пілот розпочав атаку. ДБ-3, яких не прикривали радянські винищувачі, відразу ж скинули бомби на ліс та повернули назад. Знешкодивши трьох задніх бортових стрільців, Юутілайнен переніс вогонь на двигуни. Один з бомбардувальників вдалося збити, але двоє інших спромоглися втекти. За спогадами Юутілайнена в нього було відсутнє відчуття реального бою, все йшло так само, як на навчаннях.

### Подальший перебіг подій
Наступним здобутком Юутілайнена, та останньою його перемогою у Зимовій війні, став знищений на Фоккері (бортовий № FR-106) у повітряній дуелі 31 грудня 1939 винищувач І-16.
Окрім завдань на перехоплення радянських літаків, ескадрилья Юутілайнена виконувала й розвідувальні польоти, завдання з підтримки фінських військ, а також здійснювала штурмування наземних військ супротивника. Всього у цій компанії пілот збив два ворожі літаки та один бомбардувальник СБ-2 у групі. Всі перемоги здобуті на винищувачі Fokker D.XXI. За час Зимової війни Юутілайнен здійснив 115 бойових вильотів.

## Перемир'я
Після закінчення Зимової війни ескадрилья Юутілайнена перебазована з тимчасового аеродрому на льоду озера біля міста Лемі (фін. Lemi) на авіабазу «Мальме» під Гельсінкі. Фінські пілоти займалися опануванням отриманих нових американських винищувачів Brewster B 239.

### Знищення радянськими пілотами 14 червня 1940 фінського пасажирського літака

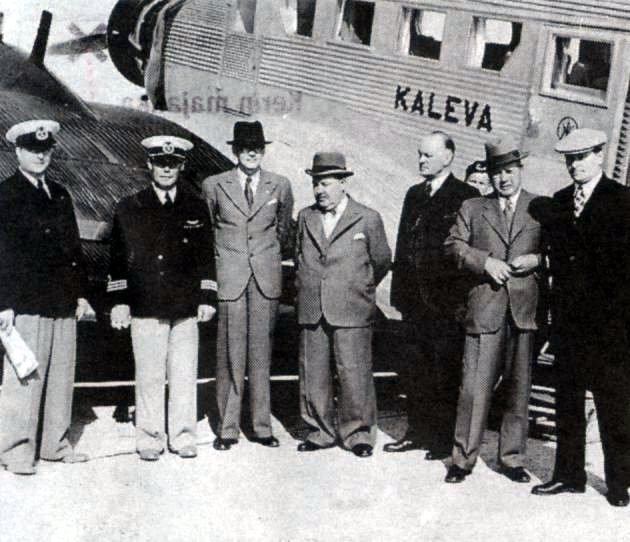
«Kaleva» незадовго до знищення

Юутілайнен брав участь у пошуку зниклого фінського цивільного літака Юнкерс 52 (назва «Kaleva», бортовий номер OH-ALL [Архівовано 6 серпня 2014 у Wayback Machine.]), фінської авіакомпанії «Aero O/Y», що вилетів 14 червня 1940 о 13:54 із Таллінна за маршрутом Таллінн — Гельсінки. На борту знаходились два члени екіпажа та сім пасажирів, серед яких були дипломат із США та двоє співробітників посольства Франції. Через 12 хвилин після зльоту зв'язок з літаком перервався. Пасажирський літак був збитий двома радянськими бомбардувальниками у Фінський затоці, біля острівка Кері. Точні координати місця катастрофи були визнані на 59°47′1″ пн. ш. 25°01′6″ сх. д. / 59.78361° пн. ш. 25.01833° сх. д. Юутілайнен виявив на місці падіння літака радянський підводний човен Щ-301.

## Війна продовження

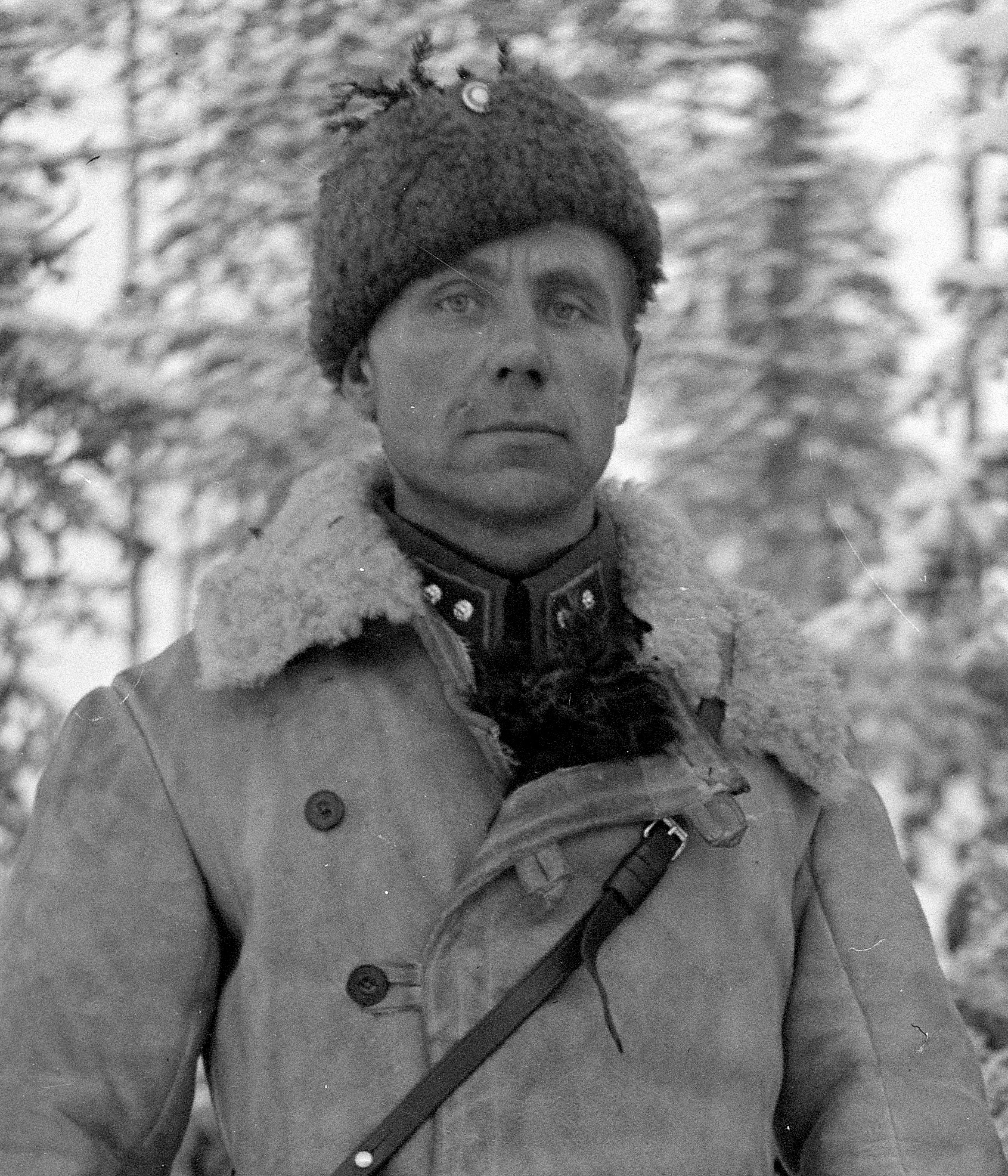
Брат — Аарне Едвард Юутілайнен

25 червня 1941, після масованих бомбардувань радянською авіацією фінської території, для фінів почалася друга радянсько-фінська війна, або як її ще називають «Війна продовження».
Війну розпочав на Brewster B 239 (бортовий № BW-364) [Архівовано 27 травня 2021 у Wayback Machine.]. О 4-й ранку 9 липня 1941, отримавши інформацію про радянські літаки, фінські пілоти, серед яких був і Юутілайнен, вилетіли на перехоплення. Незабаром з'явилися перші І-153 «Чайка». Зав'язався бій. Юутілайнену вдалося наздогнати один з біпланів біля самої землі та знищити його. Розправившись з першим літаком, винищувач підкрався до іншого і теж його збив. Загалом ескадрилья знищила дев'ять ворожих літаків. Це були перші перемоги Юутілайнена у другій радянсько-фінський війні.
Юутілайнен вів бої над Фінською затокою, Ладозьким озером та Кронштадтом, фінськими містами та стародавніми лісами. На його рахунку було чимало типів збитих ворожих літаків. Окрім зазначених вище це були Пе-2, МіГ-1, Ла-5, Спітфайр, Hawker Hurricane, P-39 Аерокобра, Іл-2 та інші.
Серед збитих були і два, із десяти поставлених по ленд-лізу, американських P-51 Mustang. Заслуговує на увагу історія зі збитим німецьким бомбардувальником He-111, захопленим «радами». Подія сталася 20 жовтня 1942, коли Юутілайнен переслідував Пе-2 над Фінською затокою та раптом побачив He-111, що зайшов ззаду. Перша думка, що це німецький літак, зникла одразу ж після того, як бортовий стрілець «союзника» відкрив вогонь по Юутілайнену. Відповідь фінського аса примусила радянських льотчиків полишити машину.
8 лютого 1943 Юутілайнена зараховано до новоутвореної ескадрильї LeLv 34 та згодом відправлено до Німеччини отримувати Messerschmitt Bf 109G. За спогадами пілота, Brewster B 239 був джентльменом, тоді як Messerschmitt Bf 109 — машиною для вбивства.
30 червня 1944 збито шість радянських літаків. Останнім літаком (3 вересня 1944) знищеним Юутілайненом був радянський транспортник Лі-2.
Юутілайнен жодного разу не був збитий та як і аси-винищувачі Еріх Гартманн та Сабуро Сакаї (яп. 坂井三郎), не втратив свого літака в бою.

## Повоєнний період
Юутілайнен пішов з військової авіації 17 травня 1947, ставши комерційним пілотом та пропрацювавши до 1956. У відставці не забував про своїх бойових товаришів. Мав, також, зустрічі і з колишніми супротивниками. Через все життя проніс переконання в тому, що незалежність Фінляндії треба було відстоювати за будь-яку ціну.
Помер 21 лютого 1999, у віці 85 років, у місті Туусула.

## Перемоги
Тип збитого літака та кількість.
- І-153 — 13
- І-16 — 11
- СБ-2 — 2
- ДБ-3 / ДБ-3Ф — 5
- МіГ-1 / МіГ-3 — 5
- Hawker Hurricane — 4
- Supermarine Spitfire — 2
- ЛаГГ-3 — 5
- P-40 Tomahawk) — 1
- P-38 Lightning — 1
- Пе-2 — 4
- P-39 Airacobra — 4
- Ла-5 — 11
- Ла-7 — 1
- Як-1 / Як-7 — 2
- Як-9 — 12
- Іл-2 — 7

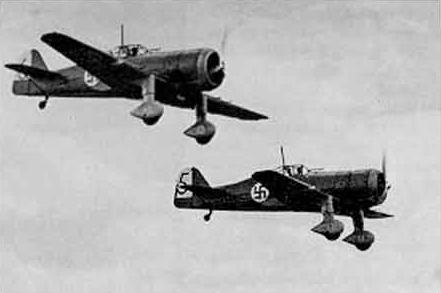
Fokker D.XXI

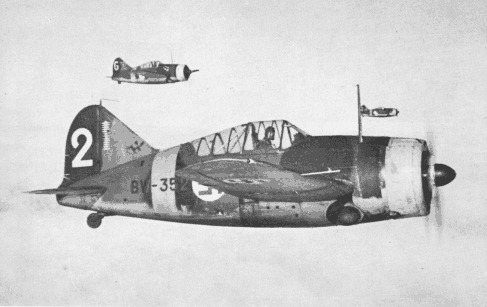
Brewster B 239

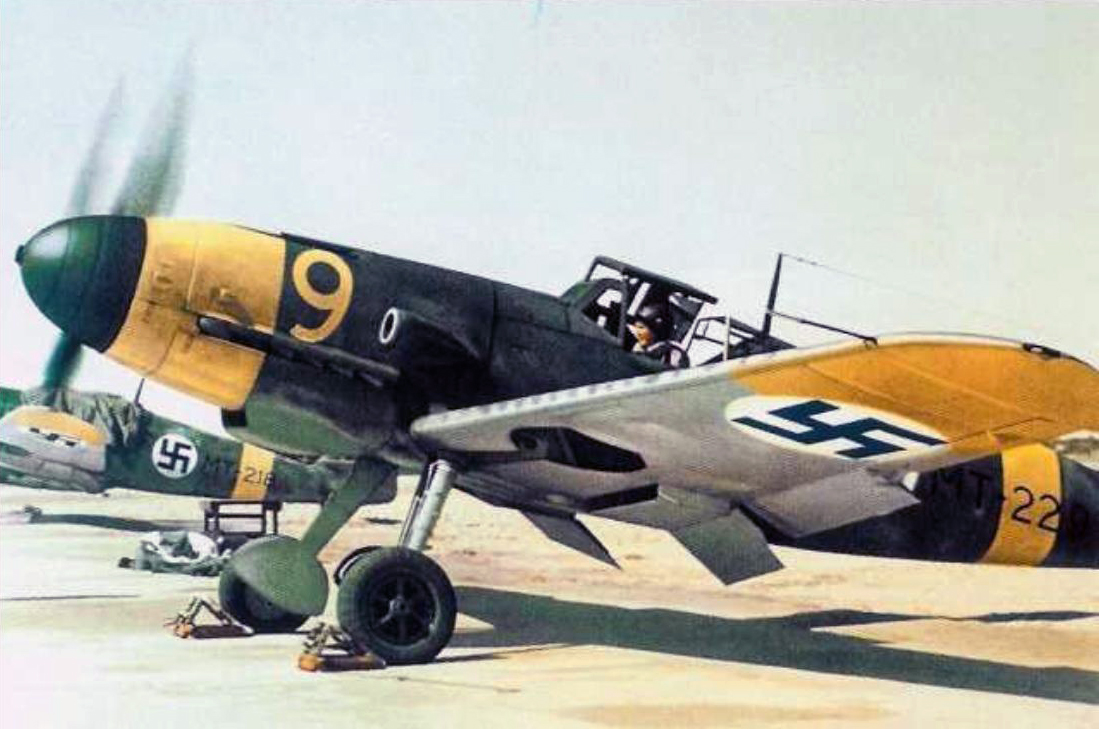
Bf 109 G-2

- North American P-51 Mustang — 2
- Heinkel He 111 — 1
- Лі-2 — 1

Разом: 94

## Нагороди
За роки служби Ейно Ілмарі Юутілайнен здобув наступні нагороди:
- Приз П. М. Оксанена (1938)
- Орден Хреста Свободи
  - бронзова медаль
  - 4-го класу з дубовим листям
  - 4-го класу з мечами
  - 3-го класу з дубовим листям
  - 3-го класу з мечами
- Залізний хрест 2-го і 1-го класу
- Хрест Маннергейма 2-го класу — нагороджений двічі (26 квітня 1942 і 28 червня 1944)
- Пам'ятна медаль Зимової війни
- Пам'ятна медаль Війни-продовження
- Пам'ятний хрест ВПС
- Почесна нагорода Гуго Егелунгіна для найкращого фінського пілота, який збив найбільше ворожих літаків (Швеція; 1944)
- Трофей Гармона (США; 1994)